# Estación de Riglos-Concilio
Riglos-Concilio es un apeadero ferroviario situado en el municipio español de Las Peñas de Riglos en la provincia de Huesca, comunidad autónoma de Aragón. Desde el 17 de marzo de 2020 carece de servicio de viajeros.

## Situación ferroviaria
La estación se encuentra en el punto kilométrico 125,214 de la línea de ferrocarril que une Zaragoza con la frontera francesa por Canfranc a 577 metros de altitud y está situada entre la estación de Ayerbe y el apeadero de Riglos.
No obstante, en la estación figura el km 41,8 ya que el kilometraje se reinicia en Huesca.

## Historia
La estación fue inaugurada el 1 de junio de 1893 con la puesta en marcha del tramo Huesca-Jaca de la línea que pretendía unir Zaragoza con la frontera francesa por Canfranc. Aunque dicho tramo fue abierto y explotado desde un primer momento por Norte la concesión inicial había recaído en la Sociedad Anónima Aragonesa la cual cedió la misma a Norte. En 1941, la nacionalización del ferrocarril en España supuso la desaparición de las compañías existentes y su integración en la recién creada RENFE. 
Desde el 31 de diciembre de 2004 Renfe Operadora explota el tráfico ferroviario mientras que Adif es la titular de las instalaciones. En fecha posterior fue renombrada como Riglos-Concilio, para diferenciarlo del apeadero con el mismo nombre.
El 29 de septiembre de 2008 Adif anunció la rehabilitación del edificio de viajeros mediante reparaciones de carpintería, la retirada de elementos en mal estado y el cerramiento de accesos, con el objetivo de mejorar su imagen. En el andén rehabilitado se construyó una marquesina refugio dotada de mobiliario y señalización y adaptada a personas de movilidad reducida, para incrementar las condiciones de confort de los clientes. Las obras se completaron con la instalación de nueva iluminación y la rehabilitación de los entornos, consistente en la demolición de edificaciones auxiliares que estaban en desuso y el saneamiento y adecuación de la vegetación. Los trabajos en la estación de Riglos-Concilio fueron adjudicados por un importe de 54.200 €.
En 2013, Renfe Operadora cesó en el tráfico de viajeros, quedando sin servicio la estación, hasta su nueva puesta en marcha el 7 de abril de 2019, aunque como apeadero con parada facultativa. El 17 de marzo de 2020 volvió a quedar suprimido el servicio.

## La estación
La estación se encuentra a 3,4 km de la aldea de Concilio y a 5,2 km de Riglos. La forma más rápida de acceso es por el desvío de la A-132 situado a 1,2 km al noroeste de Concilio.